# Orimarga attenuata
Orimarga attenuata är en tvåvingeart som först beskrevs av Walker 1848.  Orimarga attenuata ingår i släktet Orimarga och familjen småharkrankar. Arten är reproducerande i Sverige. Inga underarter finns listade i Catalogue of Life.